# Кючус
Кючус (встречается также Кючюс) — месторождение золота, расположенное на севере Верхоянского района Республики Саха (Якутия) в нижнем течении реки Кючус — левого притока реки Яна. Является вторым по величине месторождением в Республике после Нежданинского, незначительно уступая ему по запасам.

## История
Месторождение Кючус было открыто в 1963 году Центральной поисково-съёмочной экспедицией Якутского ТГУ при проведении государственной геологической съёмки. В 1987–1993 году велась разведка, в 1990 году месторождение было оценено в 120 тонн золота. Предполагалось что месторождение обеспечит АО продукцией на 40 лет.
В 1996 году было создано совместное предприятие «Золото Кючуса» для разработки месторождения. Партнерами в СП стали британская компания «Pinnacle Associates» и русская компания «Сахазолото». Однако СП не приступило к разработке месторождения и межведомственная комиссия по недропользованию в 1999 году отозвала у СП лицензию на эксплуатацию месторождения.
В 2003 году Якутия планировала выставить месторождению Кючус на торги, при этом месторождение было оценено в 130 тонн золота.
Предполагалось, что в 2005 году месторождение купит ирландская компания «Celtic Resources», являвшаяся дочерней компанией канадской компании «Barrick Gold Corp». Однако, 19 августа 2005 года ЗАО «Полюс Золото» объявило о покупке у компании «Алроса» трёх золоторудных месторождений, включая месторождение Кючус. ЗАО «Полюс Золото» выкупило у ИГ «Алроса» лицензию на эксплуатацию месторождения, а также поисковую лицензию на Кючус, ранее принадлежавшую ОАО «Якутская горная компания». Таким образом, ЗАО «Полюс Золото» стало единственным на тот момент владельцем месторождения, имея при этом лицензию на геологоразведку на участке общей площадью 70 км2 (без флангов) без права добычи.
За время владения лицензией ЗАО «Полюс Золото» по результатам проведенных геологоразведочных работ подготовил и направил на утверждение в Государственную комиссию запасы в размере до 250 т золота по категориям С1 и С2 под комбинированный способ отработки — открытым и подземным способами. В 2009–2010 годах компания планировала подготовить обоснование инвестиций и проектирование крупномасштабного производства по добыче золота, а в 2010–2013 годах построить Кючусский горнообогатительный комплекс по переработке до 2 миллионов тонн руды и производством до 10 тонн золота в год.
Срок действия лицензии ЗАО «Полюс Золото» истёк в октябре 2009 года и право на месторождение перешло государству.
Распоряжением Правительства РФ от 12 октября 2012 года был выставлен на аукцион (на право пользования сроком на 25 лет) участок общей площадью 225,5 км2, включающий Кючусское месторождение, для геологического изучения недр, разведки и добычи рудного золота и серебра. В таблице представлены координаты точек поворота линий, ограничивающих выставленный на аукцион участок:
| Северная широта | Восточная долгота |
| --------------- | ----------------- |
| 69°50"05"       | 134°57"38"        |
| 69°47"31"       | 135°05"56"        |
| 69°31"03"       | 134°27"53"        |
| 69°32"41"       | 134°25"27"        |
| 69°44"54"       | 134°45"13"        |

Роснедра, являясь организаторами аукциона, назначили его проведение на вторую половину декабря 2012 года, но затем перенесли срок на 19 февраля 2013 года. За участие в аукционе необходимо было заплатить взнос в размере 95000 рублей, а стартовый платёж составлял 880126049 рублей.
Однако, 25 апреля 2013 году вышло Распоряжение Правительства РФ о признании объявленного аукциона не состоявшимся из-за отсутствия заявок на участие в аукционе.

## Геология
Геолого-промышленный тип месторождения: золото-мышьяково-сульфидный. Формационный тип золота месторождения – кварцевый малосульфидный. Руда имеется в виде дробленых слоистых алевролитов, имеющих кварцевую прожилковую минерализацию в количестве 15–20% и вкраплённую минерализацию в количестве 7% от объёма руды. Золотосодержащими минералами являются арсенопирит и пирит.

## Запасы
Согласно оценке ЗАО «Полюс Золото» на 2006 год, в месторождении содержится 45 выявленных и 48 предполагаемых тонн золота при среднем содержании золота в руде — 4,9 г/т (по другим данным содержание — 6,1 г/т и 9,3 г/т).
По состоянию на 1 января 2011 года балансовые запасы полезных ископаемых следующие:
- На Государственном балансе запасов полезных ископаемых: 
  - Открытая разработка:
    - Категория C1 — 11692 тыс. т руды, 70919 кг золота;
    - Категория C2 — 5240 тыс. т руды, 38416 кг золота, 16600 кг серебра.

  - Подземная разработка:
    - Категория C2 — 7772 тыс. т руды, 65927 кг золота, 9900 кг серебра.
- Забалансовые запасы полезных ископаемых:
  - Подземная разработка:
    - Категория C2 — 481 тыс. т руды, 2 647 кг золота и 400 кг серебра.
- На Республиканском балансе перспективных объектов Якутии:
  - Прогнозные ресурсы золота:
    - Категория Р1 — 41948 кг со средним содержанием 4,22 г/т;
    - Категория Р2 — 9181 кг со средним содержанием 2,55 г/т.